# 가인포항
가인포항(加仁浦港)은 경상남도 남해군 미조면 송정리, 가인포마을 인근에 있는 어항이다. 2002년 8월 6일 어촌정주어항으로 지정하여 관리하고 있다. 시설관리자는 남해군수이다.

1950~60년대 우리 한국 수산업계를 주름잡던 희영수산주식회사의 본거지이기도 하였다.

## 어항 연혁
- 옛날 중국의 명사가 이곳을 지나다가 지세를 보고 가인포(加仁浦)라 이름을 지어주어 현재까지 불리고 있으며, 개린개라고도 한다.

## 어항 시설
- 방파제 L=78, B=6.0m, 선착장 L=0m, B=0m, 호안 L=137, B=6m

## 주요 어종
- 노래미, 도다리, 볼락, 해삼, 멍게, 멸치 등